# Petit-Canal
Petit-Canal – miasto na Gwadelupie (departament zamorski Francji). Według danych szacunkowych na rok 2008 liczy 8 534 mieszkańców..